# Garrett Wang
Garrett Richard Wang, né le 15 décembre 1968 à Riverside en Californie, est un acteur américain, connu pour son rôle de l'Enseigne Harry Kim dans la télésérie Star Trek : Voyager.
Cet article a été entierement traduit du wikipedia anglophone consacré à l'acteur Garrett Wang.

## Enfance
Il est né à Riverside, en Californie, de parents Taïwanais immigrants. Il a une sœur. En grandissant, Garrett a souvent déménagé. Il a fréquenté la maternelle en Indiana avant de déménager aux Bermudes, puis à Memphis Tennessee, puis retour en Californie.
Au cours de l'été 1990, il a participé à un programme d'échange culturel parrainé par l'État taïwanais, ce qui était la première fois de sa vie alors qu'il n'était pas le seul Asiatique. L'une des raisons pour lesquelles il a décidé de devenir acteur était de fournir aux autres Américains d'origine asiatique un modèle dans l'industrie du divertissement - un environnement à prédominance non asiatique. Wang est diplômé de Harding Academy High School à Memphis.
Ses parents ne soutenaient pas ses ambitions d'acteur. Son père a émigré de Taïwan pour suivre des études supérieures aux États-Unis et ne considérait pas la comédie comme un choix de carrière stable. Sa mère avait été acceptée à la Taiwan School of Drama dans sa jeunesse mais n'y était pas allée en raison des objections de son père. Lorsque ses parents ont rencontré l'actrice Bonnie Franklin dans un aéroport d'Hawaï, elle leur a dit que Garrett ne réussirait jamais dans le métier. Sa mère a même finalement suggéré qu'il rejoigne l'armée pour apprendre une certaine discipline.
Il a fréquenté l'UCLA. Il a changé plusieurs fois de spécialisation, passant de la biologie à la science politique à l'histoire à l'économie et enfin aux études asiatiques avec tous ses cours au choix en division supérieure en théâtre.

## Carrière
Lorsque Garrett a décidé de devenir acteur à plein temps, il a conclu un accord avec ses parents selon lequel il démissionnerait au bout de deux ans à condition qu'ils l'aident à financer ses dépenses. Après des mois sans réussite de quoi que ce soit, il a réussi à obtenir quelques rôles dans des publicités. Il a aussi décroché un rôle dans la série télévisée All-American Girl dans le rôle de Raymond Han, qui est, assez ironiquement, un célibataire financièrement stable qui est également médecin.
Il a joué dans le film de thèse de MFA d'Eric Koyanagi à l'école de cinéma USC,  Angry Cafe  (1995). Il est ensuite revenu pour jouer dans le premier long métrage de Koyanagi, 100% (1998), qui était également le premier long métrage pour Garrett. Les deux films ont été écrits, réalisés et interprétés par des Américains d'origine asiatique.
Un an et demi après son pari avec ses parents, il décroche son rôle le plus reconnaissable : l'enseigne Harry Kim dans Star Trek : Voyager, qui s'est déroulé de 1995 à 2001.
En 2005, Garrett a joué le rôle de Chow Ping dans la mini-série télévisée Into The West, qui a été produite par Steven Spielberg.
Il a joué le rôle de Garan dans la production de fans Star Trek : Of Gods and Men en 2007, en disant : "il est toujours plus difficile pour un acteur de jouer le méchant."

### Théâtre
En 1993, il a dépeint John Lee, un adolescent chinois britannique gay qui tue son amant irlandais, dans la pièce de Chay Yew, Porcelain, au désormais disparu Burbage Theatre à Sawtelle, Los Angeles, alors qu'il était encore étudiant à UCLA.

## Star Trek
Dès sa plus tendre enfance, Garrett était un fan de science-fiction, en particulier de Star Wars et Battlestar Galactica.
Il a regardé tous les films Star Trek qui sont sortis en salles, mais n'a jamais vraiment plongé dans Star Trek: The Next Generation avant de travailler sur Voyager. Le premier épisode de TNG de la saison 1 qu'il a regardé était "Code of Honor", qui, selon Garrett, est largement considéré par tous les écrivains de Trek comme le pire épisode de Star Trek jamais produit. À trois reprises (en l'espace d'un an et demi), il a essayé de regarder à nouveau TNG, et c'était toujours une répétition de "Code d'honneur". Wang considère cela comme une bonne chose, car il pense que s'il avait été un grand fan de TNG, il aurait pu être si nerveux lors de ses auditions pour  Voyager  qu'il aurait peut-être fini par perdre complètement le rôle.
À Las Vegas en 2014, il a été annoncé pour reprendre son rôle de Harry Kim dans "Delta Rising", la deuxième extension du jeu de rôle en ligne massivement multijoueur, Star Trek Online.

### Conventions
Il a été modérateur de célébrités interviewant d'autres célébrités lors de diverses conventions à travers le monde depuis 2008.
En 2010, Garrett a été nommé directeur du Trek Track pour Dragon Con, devenant ainsi le premier acteur à travailler dans les coulisses d'une convention.
Il a participé à la Calgary Comic and Entertainment Expo, en 2012 interviewant Stan Lee et étant présent sur un stand parmi d'autres exposants, en plus d'être un conférencier surprise à TNG Exposed.

## Vie personnelle
Jusqu'en novembre 2017, il a animé un podcast hebdomadaire sur Twitch. Il a parlé de son travail post-Star Trek en tant que modérateur de convention, et d'autres anecdotes de sa vie.
Il coanime actuellement le podcast The Delta Flyers avec Robert Duncan McNeill, qui a incarné Tom Paris dans Star Trek: Voyageur.
Il est également Baptiste.

## Filmographie

### Cinéma
| Year | Title                | Role               | Notes                              |
| ---- | -------------------- | ------------------ | ---------------------------------- |
| 1995 | Flesh Suitcase       |                    |                                    |
| 1995 | Angry Cafe           | No Name            | Short film                         |
| 1998 | Hundred Percent      | Troy Tashima       |                                    |
| 1998 | Ivory Tower          | Mark               |                                    |
| 1999 | The Auteur Theory    | Mike Wong/God      |                                    |
| 2002 | Demon Island         | Paul               |                                    |
| 2005 | Deja Vu              |                    | Short video film                   |
| 2009 | Why Am I Doing This? | Vic Vu             |                                    |
| 2009 | The Ride             | Henry              | Short film                         |
| 2014 | Alongside Night      | Major Chin         | Based on the book of the same name |
| 2020 | Unbelievable!!!!!    | Dr. Charles Hunter |                                    |
| 2020 | Monster Force Zero   |                    |                                    |

### Television
| Year      | Title                      | Role            | Notes                                   |
| --------- | -------------------------- | --------------- | --------------------------------------- |
| 1994      | All-American Girl          | Raymond Han     | Episode: "Submission Impossible"        |
| 1995–2001 | Star Trek: Voyager         | Harry Kim       | TV series; main role 172 episodes       |
| 2002      | Into the West              | Chow-Ping Yen   | TV miniseries Episode: "Hell on Wheels" |
| 2007      | Star Trek: Of Gods and Men | Commander Garan | Miniseries 3 episodes                   |
| 2015      | American Dad!              | Chinese Man     | Episode: "American Fung"                |

### Jeux vidéo
| Year | Title                            | Role              | Notes      |
| ---- | -------------------------------- | ----------------- | ---------- |
| 2002 | Star Trek: Voyager - Elite Force | Ensign Harry Kim  | Voice role |
| 2014 | Star Trek Online                 | Captain Harry Kim | Voice role |